# Axel Hickmann
Axel Hickmann (* 1970) ist ein ehemaliger deutscher Schwimmer. Er gewann zwei Silbermedaillen bei Europameisterschaften auf der 25-Meter-Bahn.

## Sportliche Karriere
Axel Hickmann schwamm für den Aachener Schwimmverein 06. 
Bei den Sprinteuropameisterschaften 1992 in Espoo erschwamm die deutsche 4-mal-50-Meter-Freistilstaffel mit Mark Pinger, Ingolf Rasch, Christian Tröger und Axel Hickmann die Silbermedaille mit zwei Zehntelsekunden Rückstand auf die Schweden. Ein Jahr später bei den Sprinteuropameisterschaften in Gateshead siegten die Schweden mit 0,08 Sekunden Vorsprung vor Silko Günzel, Axel Hickmann, Torsten Spanneberg und Ingolf Rasch.